# 12619 Anubelshunu
12619 Anubelshunu là một tiểu hành tinh vành đai chính với chu kỳ quỹ đạo là 1405.6376691 ngày (3.85 năm).
Nó được phát hiện ngày 24 tháng 9 năm 1960.